# Centipede
A Centipede Rebbie Jackson amerikai énekesnő első albuma. 1984-ben jelent meg, és a 63. helyig jutott a Billboard 200 amerikai albumslágerlistán. Címadó dala, a Centipede, melyet Michael Jackson írt, Rebbie legnagyobb slágere lett. Az I Feel for You egy Prince-dal feldolgozása, az A Fork in the Road pedig a The Miracles dala volt eredetileg.
Az album közepes fogadtatást kapott, az AllMusic kritikája szerint „nem rossz album, de a címadó dalt leszámítva nem is nagyszerű”.
A Centipede Jackson egyetlen albuma, ami aranylemez lett. RuPaul megemlíti az albumot 2006-ban kiadott Supermodel (El Lay Toya Jam) című, a ReWorked albumon szereplő dalában.
2010. május 25-én újra megjelent, egy CD-n Rebbie második albumával, a Reactionnel. 2012 szeptemberében a Funky Town Grooves adta ki újra az albumot CD-n, hét bónuszszámmal, amelyek korábban csak kislemezen jelentek meg.

## Számlista
| #              | Cím                                           | Szerzők                                                     | Hossz |
| -------------- | --------------------------------------------- | ----------------------------------------------------------- | ----- |
| 1.             | Centipede                                     | Michael Jackson                                             | 4:25  |
| 2.             | Come Alive It’s Saturday Night                | Marlon Jackson, Jackie Jackson, Tito Jackson, Randy Jackson | 4:14  |
| 3.             | Hey Boy                                       | Tito Jackson, Delores Jackson, Mike McKinney                | 4:44  |
| 4.             | Open Up My Love                               | Jon Springer, Don Daniels, Mary Stewart                     | 4:09  |
| 5.             | Play Me (I’m a Jukebox)                       | Pam Tillis, Jan Buckingham                                  | 3:29  |
| 6.             | I Feel for You                                | Prince                                                      | 3:55  |
| 7.             | A Fork in the Road                            | William Robinson, Jr., Warren Moore, Ronnie White           | 3:43  |
| 8.             | Ready for Love                                | Frank Hamilton III                                          | 3:00  |
| 2012-es kiadás |                                               |                                                             |       |
| 9.             | Eternal Love                                  | Frank Hamilton III                                          | 3:46  |
| 10.            | I’m Just Gonna Love You                       | Tito Jackson, Marlon Jackson, Jackie Jackson, Randy Jackson | 4:08  |
| 11.            | Play Me (I’m a Jukebox) (12" Version)         | Pam Tillis, Jan Buckingham                                  | 5:48  |
| 12.            | Play Me (I’m a Jukebox) (12" Instrumental)    | Pam Tillis, Jan Buckingham                                  | 4:48  |
| 13.            | Come Alive It’s Saturday Night (Extended Mix) | Marlon Jackson, Jackie Jackson, Tito Jackson, Randy Jackson | 7:02  |
| 14.            | Centipede (12" Version)                       | Michael Jackson                                             | 5:58  |
| 15.            | Centipede (12" Instrumental)                  | Michael Jackson                                             | 5:55  |

## Kislemezek
- Centipede (1984. szeptember 11.)
- Play Me (I’m a Jukebox) (1984)
- A Fork in the Road (1985. január 20.)

## Helyezések
| Slágerlista (1984)  | Legfelső helyezés |
| ------------------- | ----------------- |
| USA Billboard 200   | 63                |
| USA R&B slágerlista | 13                |